# Hastatis femoralis
Hastatis femoralis là một loài bọ cánh cứng trong họ Cerambycidae.